# Боброве Озеро
Боброве Озеро — ландшафтний заказник місцевого значення. Об'єкт розташований на території Скадовського району Херсонської області.
Площа — 50 га, статус отриманий у 2008 році.